# Hemibagrus songdaensis
Hemibagrus songdaensis är en fiskart som beskrevs av Nguyen 2005. Hemibagrus songdaensis ingår i släktet Hemibagrus och familjen Bagridae. IUCN kategoriserar arten globalt som otillräckligt studerad. Inga underarter finns listade i Catalogue of Life.